# Magistral d'escacs Ciutat de Barcelona de 2006
El Magistral d'escacs Ciutat de Barcelona de 2006 fou un torneig d'escacs que va tenir lloc entre els dies 19 i 27 d'octubre del 2006, jugat al Casino de Barcelona. El torneig va ser de categoria XIV, amb una mitjana d'Elo dels participants de 1593, i es va fer pel sistema lliga d'una volta a nou rondes. El GM cubà Leinier Domínguez va ser clarament el campió del torneig amb 8 punts de 9.

## Classificació
|    | Participants                | Rating | 1 | 2 | 3 | 4 | 5 | 6 | 7 | 8 | 9 | 10 | Punts |
| -- | --------------------------- | ------ | - | - | - | - | - | - | - | - | - | -- | ----- |
| 1  | Leinier Domínguez           | 2655   | * | 1 | ½ | 1 | 1 | 1 | 1 | 1 | ½ | 1  | 8     |
| 2  | Vassil Ivantxuk             | 2741   | 0 | * | 0 | 1 | 1 | ½ | 1 | 1 | 1 | 1  | 6½    |
| 3  | Oleg Korneev                | 2657   | ½ | 1 | * | 0 | ½ | ½ | ½ | 1 | ½ | 1  | 5½    |
| 4  | Victor Bologan              | 2659   | 0 | 0 | 1 | * | 1 | 1 | ½ | 0 | 1 | ½  | 5     |
| 5  | Julio Granda                | 2646   | 0 | 0 | ½ | 0 | * | 0 | 1 | 1 | ½ | 1  | 4     |
| 6  | Fernando Peralta            | 2574   | 0 | ½ | ½ | 0 | 1 | * | 0 | ½ | ½ | 1  | 4     |
| 7  | Marc Narciso Dublan         | 2511   | 0 | 0 | ½ | ½ | 0 | 1 | * | ½ | 1 | ½  | 4     |
| 8  | Josep Manuel López Martínez | 2508   | 0 | 0 | 0 | 1 | 0 | ½ | ½ | * | ½ | 1  | 3½    |
| 9  | Jan Timman                  | 2565   | ½ | 0 | ½ | 0 | ½ | ½ | 0 | ½ | * | 0  | 2½    |
| 10 | Josep Anton Lacasa Díaz     | 2410   | 0 | 0 | 0 | ½ | 0 | 0 | ½ | 0 | 1 | *  | 2     |